# Santa Gema FC
Der Santa Gema Fútbol Club war ein panamaischer Fußballverein mit Sitz in der Stadt Arraiján innerhalb der Provinz Panamá Oeste.

## Geschichte
Der Klub wurde am 12. März 1983 gegründet und verbrachte die ersten Jahre in den regionalen Ligen. Im Jahr 2011 gelang der Gewinn der Copa Rommel Fernández und stieg in die zweite Liga des Landes auf. Bei der Apertura 2011 unterlag man im Finale um die Meisterschaft dem Río Abajo FC mit 0:1. Bei der Apertura 2015 setzte man sich im Meisterschaftsfinale durch und stieg in die erste Liga des Landes auf.
Dort verpasste die Mannschaft die Finalrunde mit 25 Punkten knapp und in der Clausura 2017 verhinderte man mit 18 Punkten den Abstieg. Aufgrund des guten Abschneidens in der Apertura landete man in der Endtabelle aber dann trotzdem im Mittelfeld. Mit ähnlich schlechten Platzierungen verhinderte man nach der Saison 2017/18 ebenfalls nur knapp den Abstieg am Ende der Saison. Die Apertura 2018 verlief dann wieder besser und man verpasste lediglich mit einem Punkt einen Platz in der Finalrunde. Nach der Clausura stand man jedoch ohne einen einzigen Punkt und einem Torverhältnis von −43 auf dem letzten Platz.
Damit hätte der Klub eigentlich absteigen müssen. Dazu kam es jedoch nicht mehr. Schon während der Saison gab es einen Trainerwechsel nach dem 9. Spieltag. Nach dem Ende der Saison wurde erneut ein neuer Trainer vorgestellt, welcher dann aber gar keinen Einsatz mehr hatte. Schon zuvor hatte der Klub wegen Strafzahlungen immer weitere finanzielle Probleme. Nach Beschluss des nationalen Verbandes wurde der Klub am 17. April 2019 aus allen höheren Wettbewerben ausgeschlossen und auf den Status einer Amateurmannschaft reduziert. Am 10. Mai 2019 wurde der Klub dann auch komplett aufgelöst.